# Georg Kassat
Georg Kassat (* 19. März 1934 in Heydekrug, Ostpreußen; † 29. Juli 2016 in Münster) war ein deutscher Sportwissenschaftler. Er war Hochschullehrer am Institut für Bewegungswissenschaften der Westfälischen Wilhelms-Universität in Münster.

## Leben
Nach dem Abitur am Gymnasium Dionysianum (Rheine) und einem Studium von Mathematik und Sport im Lehramt in Karlsruhe und Münster arbeitete Georg Kassat als wissenschaftlicher Mitarbeiter im damaligen Institut für Leibesübungen in Münster und wurde gleichzeitig in Köln mit einer Arbeit über mathematische Modellierung promoviert. 1982 wurde er in Münster zum Professor für Biomechanik und Bewegungslehre ernannt. Hier wandte er sich verstärkt der Aufgabe zu, breite Bereiche der Methodik des Turnens und Skilaufens, der Bewegungslehre und der Biomechanik aufzuarbeiten und die Ergebnisse in die Lehre zu übernehmen.
Er sah das Problem, dass eine additive Darstellung von Bewegungsphasen nicht mit der variablen Realisierung von Bewegungen zu vereinbaren ist und eruierte „verborgene Bewegungsstrukturen“. Er schrieb ein Buch über mathematiklose Biomechanik mit dem Namen „Biomechanik für Nicht-Biomechaniker“.

## Wissenschaftliche Monografien
- Georg Kassat: Modell zur biomechanischen Analyse sportlicher Bewegungen. Dt. Sporthochschule, Köln 1977 (Dissertation).
- Georg Kassat: Schein und Wirklichkeit parallelen Skifahrens. Neue Erkenntnisse für eine vereinfachte Skipraxis. Kassat, Münster 1985.
- Georg Kassat: Biomechanik für Nicht-Biomechaniker. Alltägliche bewegungstechnisch-sportpraktische Aspekte. Fitness-Contur-Verlag, Rödinghausen 1993, ISBN 3-928148-06-0.
- Georg Kassat: Verborgene Bewegungsstrukturen. Grundlegende sportpraktisch-theoretische Bewegungsbetrachtungen. Fitness-Contur-Verlag, Rödinghausen 1995, ISBN 3-928148-09-5.
- Georg Kassat: Ereignis Bewegungslernen. Vom Dschungel der Lerntheorien zur Praxis des Bewegungslernens. Fitness-Contur-Verlag, Rödinghausen 1998, ISBN 3-928148-14-1.
- Georg Kassat: ... doch die Piste dreht die Ski! Die eine Ski-Technik und die Ein-Ski-Methodik. Fitness-Contur-Verlag, Rödinghausen 2000, ISBN 3-928148-15-X.